# ژانگ شی (بازیکن والیبال ساحلی)
ژانگ شی (انگلیسی: Zhang Xi؛ زادهٔ ۱۹ آوریل ۱۹۸۵) بازیکن والیبال ساحلی اهل چین است.